# Площа Свободи (Херсон)
Площа Свободи (колишні назви: Ярмаркова, Народна) — площа, розташована у Центральному районі Херсона. Вперше зафіксована в плані міста 1855 року, як Ярмаркова площа. Сучасну назву отримала у 1917 році.
На початку 60-х років XIX століття на площі організовувались щорічні Троїцькі ярмарки, які відкривалися на початку червня, а з 1889 року у вересні — тижневий Богородицький ярмарок. Сюди йшли наймити — злиденні селяни з різних районів, щоб найнятися на сезонну роботу в маєтки багатих господарів. Це був один з ринків дешевої робочої сили, куди приходили наймити, які не змогли найнятися на роботу на Каховському ярмарку. На межі XIX — XX століть площа поступово забудовувалась, в її сучасному вигляді сформувалася у 1950-60-х роках.

## Історія

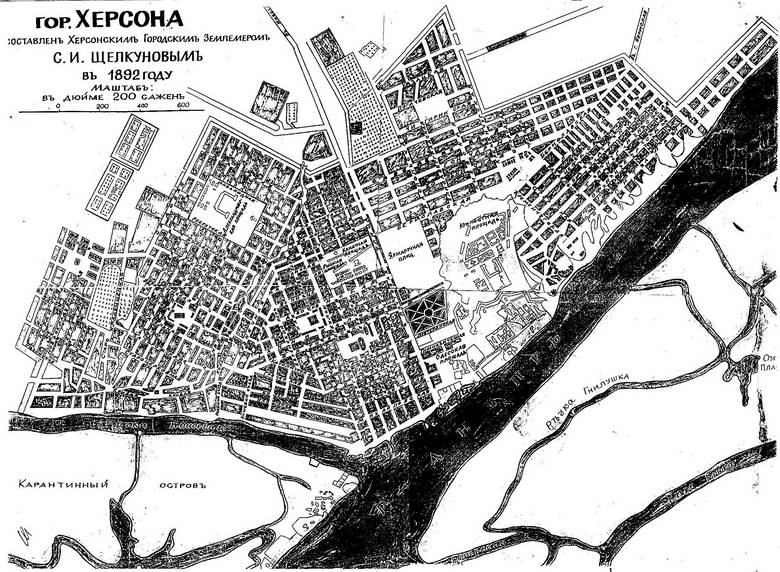
Ярмаркова площа на плані м. Херсона 1892 року (по центру)

Спочатку Ярмаркова площа займала величезну територію, між вулицями Говардівською (пр-т Незалежності), Пестелевським бульваром (вул. Перекопською) та валами Херсонської фортеці. До 1910 року вона зменшилася вдвічі завдяки забудові зі сторони Пестелевського бульвару.
У 1890 році на Ярмарковій площі була проведена Херсонська земська сільськогосподарська та промислова виставка. Вона зайняла площу в 6000 квадратних сажнів, включаючи 500 квадратних сажнів під двором морехідних класів. Виставку прикрасив головний корпус, побудований з дерева за проектом архітектора Роде. У 1902 році на площі — найвищій точці в місті — була побудована водонапірна вежа, розташована біля північного фасаду лікарні товариства Червоного Хреста. У південно-східній стороні площі відкрився циклодром Стрепетова, в якому влаштовувалися велосипедні змагання та циркові вистави.

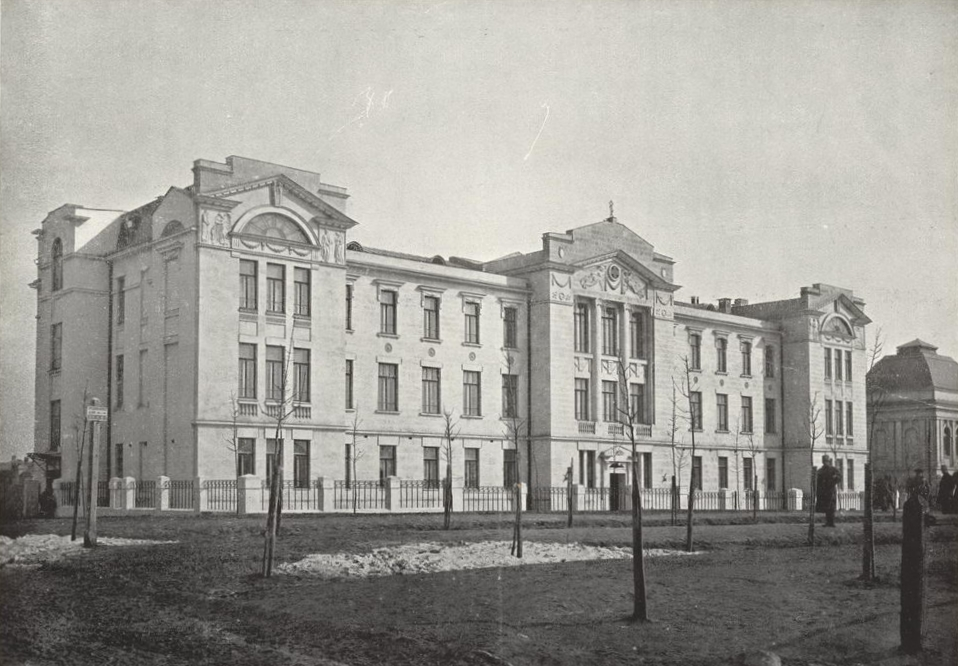
Будівля лікарні товариства «Червоного хреста», зображення орієнтовно 1915 року

Довкола площі розташовувалася різноманітна, переважно двоповерхова, забудова: уздовж Говардовської вулиці — будівлі пожежної команди, нічліжного будинку і дизельної електростанції; з півночі — триповерхова будівля духовного училища, з півдня — новий корпус лікарні товариства «Червоного хреста», побудований у 1914 році, і трохи далі — будівля II-й чоловічій гімназії.
Після революції 1917 року отримала назву площа Свободи. У 1918 році, під час перебування в місті австрійських військ, площа мала назву Народної. Згодом у центрі площі був облаштований символічний цвинтар «полеглих за революцію».
5 листопада 1965 року в центрі площі було відкрито пам’ятник В. І. Леніну, який простояв до 22 лютого 2014 р. та був знесений херсонцями під час подій Євромайдану. 30 березня 2014 р., в день сороковин Небесної Сотні, на постаменті колишнього пам'ятника Леніну було встановлено щоглу, увінчану тризубом, а сам постамент оздоблено українським орнаментом та написом: «Слава Небесній Сотні».

## Визначні будівлі та споруди

### Парафіяльне училище
З лівого боку Ярмаркової площі у 1880 році було збудовано простору будівлю для Парафіяльного училища. У 1896 році вона була розширена за рахунок добудови — тут розмістилися додаткові класи. Згодом навчальний заклад реорганізовано у Міське трикласне училище. На початку 1910 року воно стало називатися «Третє вище навчальне училище». У теперішній час у будівлі колишнього училища знаходиться школа № 28.

### Водонапірна вежа
У 1885 році Херсонська міська Дума уклала контракт на будівництво міського водопроводу з ростовським купцем, потомственим почесним громадянином Пастуховим Д. А. Будівництво водопроводу було завершено до 23 грудня 1886 — подана вода установам, таким як богоугодний заклад та інші, а починаючи з 1 січня 1887 — усім міським споживачам, підключеним до водопроводу. До кінця 1911 року протяжність водопроводу становила 38 км, число будинкових вводів — 1150, водопровідних будок по місту — 34.
У 1902 році була побудована на Ярмарковій площі (найвища точка в місті) водонапірна вежа висотою 21,5 метрів і місткістю бака — 500 кубометрів, що забезпечувала безперебійне водопостачання споживачів у будь-який час доби.
У 1957 році водонапірна вежа через великий ступінь зношеності була демонтована.